# Iban Mayo

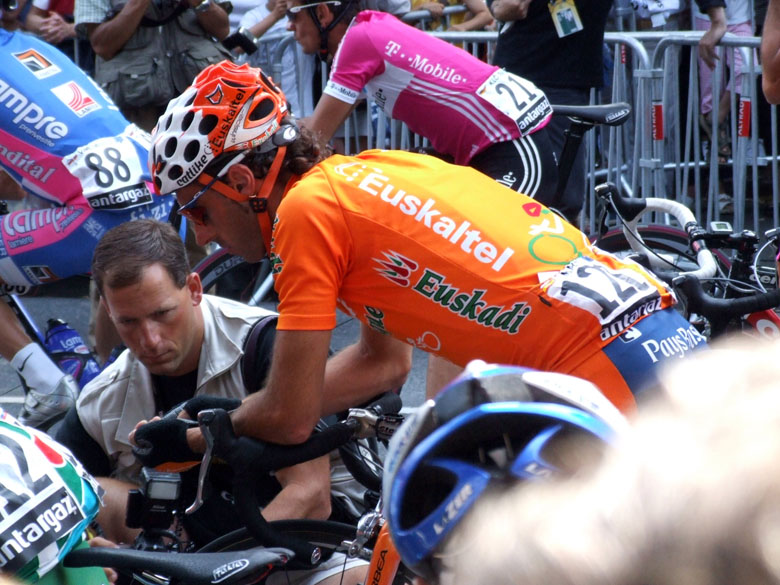
Iban Mayo na starcie wyścigu

Iban Mayo Diez (ur. 19 sierpnia 1977 w Igorre) - były hiszpański kolarz szosowy. Zwycięzca Dauphiné Libéré z 2004 roku, szósty zawodnik Tour de France 2003. Na jego zwycięstwa cieniem kładzie się afera dopingowa i dyskwalifikacja w 2008 roku.
Jego najmocniejszą stroną była jazda w górach. Dobrze radził sobie także podczas jazdy indywidualnej na czas.

## Doping
Po zakończeniu Tour de France 2007, UCI ogłosiła, że w organizmie Hiszpana wykryto niedozwoloną substancję - EPO. Próbka B nie potwierdziła tego zarzutu, wobec czego hiszpańska federacja oczyściła Mayo z zarzutów. Jednak decyzją UCI, próbka została ponownie przebadana, dając 19 grudnia 2007 roku wynik pozytywny. W 2008 roku CAS nałożył na Mayo dwuletnia dyskwalifikację, która upłynęła 31 lipca 2009 roku. Hiszpan nie wrócił do ścigania.

## Najważniejsze zwycięstwa i sukcesy
- 2001
  - 3. miejsce w GP Jornal de Noticias
  - 1. miejsce w Classique des Alpes
  - 1. miejsce na 6. etapie Dauphiné Libéré
  - 11. miejsce w Vuelta a España
- 2002
  - 5. miejsce w Vuelta a España
    - 4. miejsce na 6. i 15. etapie
- 2003
  - 1. miejsce w wyścigu Dookoła Kraju Basków
    - 1. miejsce na 1. i 5a etapie

  - 2. miejsce w Liège-Bastogne-Liège
  - 2. miejsce w Dauphiné Libéré
    - 1. miejsce na prologu i 4. etapie
    - 1. miejsce w klasyfikacji górskiej i punktowej
    - 3. miejsce na 3. i 7. etapie

  - 6. miejsce w Tour de France
    - 1. miejsce na 8. etapie
    - 3. miejsce na 9. etapie
    - 2. miejsce na 15. etapie
- 2004
  - 2. miejsce w wyścigu Dookoła Kraju Basków
  - 1. miejsce w Clasica a Alcobendas
  - 1. miejsce w Subida al Naranco
  - 1. miejsce w Vuelta a Asturias
  - 1. miejsce w Dauphiné Libéré
    - 1. miejsce na prologu i 4. etapie
- 2006
  - 1. miejsce na 6. etapie Dauphiné Libéré
  - 1. miejsce w Vuelta a Burgos
    - 1. miejsce na 4. etapie

  - 1. miejsce w Urkiola Igoera - Subida Urkiola
- 2007
  - 1. miejsce na 19. etapie Giro d'Italia
  - 2. miejsce na 7. etapie Tour de France